# Dwight Yoakam

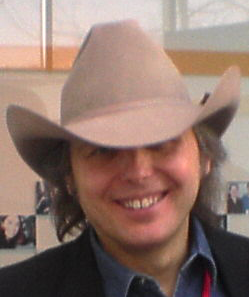
Dwight Yoakam, 3 februari 2006.

Dwight David Yoakam, född 23 oktober 1956 i Pikeville, Kentucky, är en amerikansk countrysångare, gitarrist, låtskrivare och skådespelare. 
Yoakam har varit en förgrundsfigur inom den neotraditionella countryn och Bakersfieldsoundet under 1980- och 1990-talet. Han är starkt influerad av Buck Owens och Hank Williams men blandar även in modern rock och pop i sin musik.

## Hans första år
Yoakam föddes i Pikeville, Kentucky, och växte upp i Columbus, Ohio. Han examinerade från High School den 9 juni 1974. Under sina år i high school utmärkte han sig i både musik och drama. Utöver skollivet sjöng Yoakam och spelade gitarr med lokala garageband, och underhöll ofta sina vänner och klasskamrater som amatörkomiker, och kunde härma politiker och andra kändisar som Richard Nixon, som på den tiden var starkt inblandad i Watergateaffären. Yoakam studerade en kort tid vid Ohio State University, men hoppade av och flyttade till Nashville i slutet av 1970-talet med siktet inställt på att bli artist. 

## Musikkarriär
Han har varit populär sedan början av 1980-talet, och han har spelat in mer än tjugofyra album och samlingsskivor, varav mer än trettio singlar på Billboard Hot Country Songs charts, och sålt mer än 25 miljoner skivor. När han påbörjade sin karriär var musiken i Nashville inriktat mot popmusiken. Yoakams stil med honky-tonkmusik ansågs inte gångbar. Eftersom han inte gjorde några stora framsteg i Nashville, flyttade Yoakam till Los Angeles, och satsade där på sin speciella honky-tonkmusik eller ”Hillbilly” musik (som han själv kallade den) fram till 1980-talet. Han skrev alla sina egna låtar, och fortsatte att framföra sin musik mestadels utanför de traditionella kanalerna för countrymusik. Yoakam hade många spelningar i rock- and punkklubbar runt Los Angeles. Han fick en videohit med sin version av låten "Long White Cadillac"). Det hjälpte honom att nå en publik långt utanför de vanliga fansen för countrymusik. Hans autentiska, banbrytande musik har sammanfört rock- och countrypubliken.
Yoakams skivdebut var den självfinansierade EP:n ”Guitars Cadillacs, Etc, etc”, på skivbolaget Oak Records, som producerades av gitarristen Pete Anderson. Den gav ut igen 1986 på hans helalbum ”Guitars Cadillacs, Etc, etc”. Den inledde hans karriär. ”Honky Tonk Man” var en nyinspelning av Johnny Hortons låt. Musikvideon till "Honky Tonk Man" var den första musikvideon med country som någonsin spelades på MTV. Uppföljaren Hillbilly Deluxe var lika framgångsrik. Hans tredje LP, Buenas Noches From A Lonely Room, inkluderar hans första listetta Streets of Bakersfield, en duett med hans musikaliska idol, Buck Owens. 1990 kom ännu en bästsäljare If There Was a Way was. Yoakams sång ”Readin', Rightin', Route 23” beskriver hans barndom, och att han flyttat från Kentucky, och är uppkallad efter ett lokalt uttryck som beskriver den väg som landsbygdens kentuckybor tog för att finna arbete utanför områdets kolgruvor. 
Johnny Cash nämnde en gång att Yoakam var hans favorit bland countrysångarna. Chris Isaak lär ha sagt att han var den främste låtskrivare som någonsin satt pennan till papperet. Time Magazine utsåg honom till en ”renässansens man”, och Vanity Fair utropade att Yoakam överbryggar gapet mellan rockens lusta och countrymusikens klagan. Jämte hans rötter från bluegrass och honkytonkmusik, har han tolkat många av Elvis Presleys rockabillylåtar, samt hans cover av Queens ”Crazy Little Thing Called Love” 1999, och Presleys ”Suspicious Minds” 1992. Han spelade in en cover på The Clashs ”Train in Vain” 1997, och en cover på Grateful Deads låt ”Truckin”, liksom Cheap Tricks ”I Want You to Want Me”. Yoakam har aldrig begränsat sig till countrymusik. På många tidiga turnéer spelade han med Hardcore Punkband som Hüsker Dü, och hade framträdanden runt Los Angeles som var influerade av punk och rock & roll. Han fortsatte med att blanda olika stilar som omfattade rock & roll, 1960-talsrock. Nästa hitlåt blev ”A Thousand Miles From Nowhere”. 
2000 släppte Yoakam dwightyoakamacoustic.net, ett album med akustiska versioner av flera av hans mest populära låtar. Han lämnade sitt skivbolag och startade sitt eget bolag. 2005 kom nästa album ”Blame the Vain” på New West Records. Han har även släppt ett album som tillägnades Buck Owens: ”Dwight Sings Buck”. Yoakam fortsätter att utveckla countrymusiken, har för avsikt att släppa nästa album 2010. Även en duett med Michelle Bransch ”The Long Goodbye” förväntas släppas som singel i början av 2010. 

## Filmkarriär
Yoakam har med åren även blivit en etablerad skådespelare. Han spelade Doyle Hargraves i Sling Blade (1996); medverkade i Panic Room (2002); och The Three Burials of Melquiades Estrada (2005). Han har också medverkat under ledning av Peter Fonda på teatern. Han hade mindre roller i Crank och Crank 2: High Voltage. Under 2000 var Yoakam även producent och spelade huvudrollen i ”South of Heaven, West of Hell”, där även Vince Vaughn och Bridget Fonda medverkade. 2005 hade Yoakam också en roll i komedin ”Wedding Crashers”. 2008 spelade han pastor Phil i filmen Four Christmases där Vince Vaughn och Reese Witherspoon har huvudrollerna.

## Kuriosa
Dwight Yoakam har besökt Sverige, bland annat i Dalhalla. 31 juli 2006 framträdde Dwight Yoakam i Dalhalla under Classic Car Week i Rättvik. Mats Rådberg och Rankarna var förband. Kvällen till ära passerade sommarens suraste regnmoln och publikhavet färgades illgrönt när de 4 000 på plats tvingas skyla sina cowboyhattar och fransjackor med Dalhallas regnponchos. Yoakam bjöd på två timmar - över 30 låtar som gled elegant mellan frustande lustfylld honky-tonk och gränslöst ensamma ballader. Han ägnade mycket tid åt att hylla bortgångna vänner och förebilder som Buck Owens, Waylon Jennings och Johnny Cash. Han erbjöd även rocklåtar, som en lysande akustisk version av Cheap Tricks ”I want you to want me”.

## Diskografi
Album
- 1986 – Guitars, Cadillacs, Etc., Etc.
- 1987 – Hillbilly Deluxe
- 1988 – Buenas Noches from a Lonely Room
- 1990 – If There Was a Way
- 1993 – This Time
- 1995 – Dwight Live
- 1995 – Gone
- 1997 – Under the Covers
- 1997 – Come on Christmas
- 1998 – A Long Way Home
- 1999 – La Croix d'Amour
- 2000 – dwightyoakamacoustic.net
- 2000 – Tomorrow's Sounds Today
- 2001 – South of Heaven, West of Hell
- 2003 – Population Me
- 2005 – Blame the Vain
- 2005 – Live from Austin, TX
- 2007 – Dwight Sings Buck

## Filmografi
- 1991 – Terminator 2 – Domedagen (Scen i baren)
- 1993 – Red Rock West (Skådespelare och ledmotiv i slutet)
- 1994 – Roswell
- 1995 – The Little Death
- 1995 – Painted Hero
- 1996 – Sling Blade
- 1997 – Dave Matthews live at Budokon
- 1998 – The Newton Boys
- 1998 – When Trumpets Fade
- 1999 – The Minus Man
- 2001 – South of Heaven, West of Hell (Producent, manus, huvudrollsinnehavare och musik)
- 2002 – Panic Room
- 2003 – Hollywood Homicide
- 2004 – 3 Way
- 2005 – Wedding Crashers
- 2005 – The Three Burials of Melquiades Estrada
- 2006 – Bandidas
- 2006 – Crank
- 2008 – Two:Thirteen
- 2008 – Four Christmases
- 2009 – Crank: High Voltage
- 2010 – Ransom Pride
- 2010 – Provinces of Night